# بوئینگ اینسیتو آر کیو-۲۱ بلک جک
بوئینگ اینسیتو آر کیو-۲۱ بلک جک (به انگلیسی: Boeing Insitu RQ-21 Blackjack) که قبلاً اینتگریتور نامیده می شد، یک هواگرد بدون سرنشین آمریکایی است که توسط بوئینگ اینسیتو طراحی و ساخته شده است تا بتواند نیاز نیروی دریایی ایالات متحده را برای یک سیستم هوایی بدون سرنشین کوچک تاکتیکی (STUAS) تامین نماید. این هواگرد، تک موتور بوده و به عنوان مکمل بوئینگ اسکن ایگل طراحی شده است. آر کیو-۲۱ ۶۱ کیلوگرم (۱۳۴پوند) وزن دارد و از همان سیستم پرتاب و بازیابی با اسکن ایگل استفاده می کند.